# Купологија
Купологија : истине и лажи о томе зашто купујемо (енгл. Buyology: Truth and Lies About Why We Buy) књига је коју је написао дански писац Мартин Линдстром (дан. Martin Lindstroem) 2008. године. Писац анализира оно што људи купују и покушава да идентификује факторе који утичу на одлуке купаца.

### Настанак дела
Аутор је прочитао чланак Мелани Велс : In search of the Buy Button публикован у часопису Форбс 2003. године. Захваљујући том чланку добио је инспирацију да прочита и истражи многе друге радове и књиге везане за људски мозак и на крају напише Купологију 2008. године.

### Експерименти
Аутор и његов тим су користили магнетну резонанцу (енг. functional Magnetic Resonance Imaging) и електроенцефалографију за проучавање дешавања у мозгу потрошача док посматрају рекламе и размишљају о одређеним брендовима. 

## Емоције
Емоције су једна од најмоћнијих сила које нас наводе на куповину. Чула су изузетно испреплетена, мирис може да нам у мисли призове слику, призор може да нас изазове да замислимо звук, укус и додир.

## Захвалница
Писац се на крају књиге захваљује хиљадама људи широм света који су се добровољно пријавили да подрже овај пројекта. “Замислите само да дозволите некоме да вам истражује мозак у име откривања будућности. “ По започињању студија, учесници су могли да прекину своје учешће у било ком тренутку. интересантно је да ниједан учесник у експериментима није пожелео да се повуче. Такође се захваљује стотинама менаџера, координатора и контролора који су учествовали у овом пројекту, као и етичким одборима који су га надзирали и одобравали кораке истраживања.

## Купологија није само прича
| „ | Купологија није само прича. Она припада свима који желе да сазнају шта се крије иза разлога зашто купујемо и, изнад свега, ко смо ми као људска бића. | ” |

## Порука писца
| „ | Имамо ли ми уопште избора? Можемо ли ми као појединци , остати изван домашаја маркетинга и брендова и новог лица рекламе које се обраћа нашем несвесном? .. Свет у коме се суочавамо са нсртајем реклама, али са бољим разумевањем онога што вас мотивише и покреће, привлачи или одбија, онога што вам се завлачи под кожу… Јер је то свет у коме ми, потрошачи, можемо да избегнемо све трикове и замке којима нас компаније заводе, наводећи нас да купујемо њихове производе, и вратимо се свом рацију. Зато добро пазите! | ” |